# Карл Нилсен
Карл Август Нилсен (на датски: Carl August Nielsen) е датски композитор, цигулар и диригент, признат като най-добрия датски композитор.

## Биография
Роден е на 9 юни 1865 г. близо до Одензе, Дания. Син на бедни, но музикално талантливи родители на остров Фумен, той демонстрира музикалните си способности от ранна възраст.
Първоначално свири във военна група, после учи в Кралската датска музикална академия в Копенхаген от 1884 до декември 1886 г. Създава своята първа опера Suite for Strings през 1888 г.
Следващата година Нилсен започва 16-годишен стаж като втори цигулар в престижния Кралски датски оркестър при диригента Йохан Свенсен, по което време участва в датските премиери на „Фалстаф“ и „Отело“ на Джузепе Верди.
През 1916 г. заема поста в Кралската академия и продължава да работи там до смъртта си. Умира в Копенхаген на 3 октомври 1931 г.